# Марк Геренній Піцен (консул-суфект 34 року до н. е.)
Марк Геренній Піцен (лат. Marcus Herennius Picens; I століття до н. е.) — політичний, державний та військовий діяч Римської республіки, консул-суфект 34 року до н. е.

## Біографічні відомості
Вважається, що Герленій Пікенс є онуком Титуса Гернінія, який був ватажком племені венузінів і воював проти римлян під час Союзницької війни.
У 34 р. до н. е. Марка Гереннія призначено консулом-суфектом, якій замінив Гая Меммія і обіймав цю посаду з 1 листопада по 31 грудня. Ймовірно, що Марк Геренній був наступним прокуратором Азії в 33 році до н. е.
Відомо, що Марк Геренній Піцен був патроном міста Вейї.

## Сім'я
Імовірно, він був батьком Марка Гереннія Піцена, консула-суфекта 1 року нашої ери.